# Głowica gwinciarska
Głowica gwinciarska – zespół noży przeznaczonych do nacinania gwintów zamontowanych na chwytaku umożliwiającym rozsuwanie i zsuwanie się noży w celu nacinania gwintów na różnej średnicy materiału. Głowicą można nacinać gwinty zewnętrzne i rzadziej wewnętrzne. Warunkiem koniecznym do nacinania gwintów wewnętrznych jest odpowiednio duża średnica otworu lub stosuje się specjalną przystawkę do gwintowania. Tak jak w przypadku zwykłego nacinania gwintów, obroty głowicy sprzężone są z jej posuwem. Głowice stosuje się zazwyczaj przy masowej produkcji gwintów na automatach.

## Podział
Ze względu na sposób mocowania i kształt dzieli się je:
- głowice z nożami montowanymi promieniowo[1][2]
- głowice z nożami montowanymi stycznie
- głowice z nożami krążkowymi

Z wyżej wymienionych największą trwałością odznaczają się głowice z nożami krążkowymi, ze względu na dłuższą krawędź skrawającą i większy naddatek na ostrzenie.
Ze względu na sposób pracy dzieli się je na głowice:
- obracające się podczas pracy (automaty tokarskie, gwinciarki)
- nie obracające się w czasie pracy (tokarki rewolwerowe)